# Batalla de Kells
La batalla de Kells enfrentó a Edward Bruce y Roger Mortimer, tercer barón Mortimer en el transcurso de la invasión Bruce de Irlanda en noviembre de 1315. Se saldó con victoria escocesa, que abrió a los invasores el camino del centro de Irlanda.

## Contexto
Tras su victoria en la Batalla de Connor, Bruce persiguió al ejército inglés en retirada hasta Carrickfergus y sitió el castillo, en el que se habían refugiado. En torno al 13 de noviembre de 1315, Thomas Randolph, conde de Moray, regresó a Irlanda junto con 500 veteranos. Después de dejar un grupo de asedio en Carrickfergus, Bruce viajó a Dundalk para encontrarse con Moray y juntos dirigieron a los escoceses hasta Meath.
A través de su matrimonio con Joan de Geneville, segunda baronesa de Geneville, Roger Mortimer obtuvo el mando de la parte oriental del señorío de Meath, en torno a Trim y su castillo. En 1315 Roger residía en Irlanda, y disputaba la posesión del señorío con los parientes de su esposa, los De Lacy de Rathwire.

## Batalla
Mortimer organizó a sus hombres en la frontera norte de Meath, para tratar de mantener a los escoceses lejos de sus tierras. Abasteció el castillo de Kells, trajo ganado de los alrededores y mejoró las defensas de la ciudad para utilizarla como base de operaciones.
Dejando un contingente para proteger Nobber, a unas diez millas al noreste de Kells, Bruce fue a Kells, posiblemente atraído por una oferta de lealtad de Lord O'Dempsey de Offaly. Los dos ejércitos se encontraron en las afueras de Kells, donde los escoceses incendiaron la ciudad. Tres horas después, los hermanos De Lacy se retiraron, dejando a Mortimer en inferioridad numérica. Con su ejército destruido y Kells en llamas, Mortimer logró escapar y alcanzar Dublín.
Luego, los escoceses incendiaron Granard y marcharon durante dos meses sin oposición a través de las Midlands, devastando el país.